# Baliga sagax
Baliga sagax är en insektsart som först beskrevs av Walker 1853.  Baliga sagax ingår i släktet Baliga och familjen myrlejonsländor. Inga underarter finns listade i Catalogue of Life.